# لورن فریه
لورن فریه (انگلیسی: Laurent Ferrier) شرکت کالای لوکس سوئیسی است، که در سال ۲۰۰۹ تأسیس شد.